# North Rock Springs, Wyoming
North Rock Springs är en ort (census-designated place) i Sweetwater County i södra delen av den amerikanska delstaten Wyoming, med 2 207 invånare vid 2010 års federala folkräkning. Orten är en av staden Rock Springs norra förorter och ligger omedelbart utanför Rock Springs norra stadsgräns.